# Dash (marque)
Dash est une marque de lessive créée en 1962 et possédée par le groupe américain Procter & Gamble.

## Historique
La marque Dash est créée en 1962 par le groupe américain Procter & Gamble comme lessive pour le marché des lave-linges à tambour. Dash a plusieurs sens en anglais (coup, filet, trait, tiret, ...) mais signifie également élan, ruée... C'est l'intitulé marketing retenu pour cette lessive peu moussante et ne nécessitant pas de grande quantité. En 1983, une nouvelle formule de cette lesssive, Dash 3, devient la première lessive tous lavages avec adoucissant incorporé. C'est une marque qui s'est fortement développée dans le monde, grâce à la puissance de communication publicitaire de Procter & Gamble. 
En 2017, plus d'un demi-siècle après la création de cette marque, un producteur allemand, Dalli Group, créé en 1845 et fabriquant/commercialisant des articles de droguerie (lessives, produits d'entretien et de nettoyage, produits de soins corporels, et divers cosmétiques) généralement sous marque Dalli (mais il fabrique également sous d'autres marques, dont des marques pour d'autres détaillants), acquiert de Procter & Gamble les droits de la marque Dash, sur un périmètre géographique limité où ce groupe est bien implanté : en Allemagne, en Autriche et en Suisse,,.